# Escola de Música e Belas-Artes do Paraná
A Escola de Música e Belas-Artes do Paraná (Embap) é uma instituição pública de ensino superior fundada em 17 de abril de 1948 e integrante da Universidade Estadual do Paraná (Unespar). Reconhecida pelo Conselho Federal de Educação desde 1954, é mantida pelo governo do estado e sua sede localiza-se na cidade de Curitiba, capital do estado brasileiro do Paraná.

## História
Fundada em 17 de abril de 1948, a instituição nasceu de um movimento articulado pela Sociedade de Cultura Artística Brasílio Itiberê, com o apoio da Academia Paranaense de Letras, do Centro de Letras do Paraná, do Círculo de Estudos Bandeirantes, do Centro Feminino de Cultura, da Sociedade de Amigos de Alfredo Andersen, do Instituto de Educação e do Colégio Estadual do Paraná, que elaboraram um documento entregue ao então governador do estado, Moisés Lupion, que destacava a importância da iniciativa.
Para tirar do papel o projeto da Embap, foi escolhido o professor Fernando Corrêa de Azevedo, que visitou instituições similares em várias capitais brasileira, além de reunir um corpo de professores com notoriedade e experiência, como Bento Mossurunga, Waldemar Curt Freyesleben, Frederico Lange de Morretes, Oswaldo Pilotto, Prudência Ribas, Raul Menssing, Altamiro Bevilacqua, entre outros grande mestres locais.
As atividades da escola iniciaram-se logo após a sua fundação, e por três anos ficou instalada no mesmo edifício da "Escola de Professores de Curitiba" (atual Instituto de Educação do Paraná), no nº 50 da Rua Emiliano Perneta, no centro da cidade. A Embap só foi oficializada quando o governador Lupion encaminhou parecer favorável à Assembléia Legislativa do Paraná, que resultou no Decreto Estadual 259, de 3 de outubro de 1949. Em 1951, a Embap ganhou uma sede própria, num endereço no número 179 da mesma rua.
Em 2001, a Embap passou a fazer parte da Universidade Estadual do Paraná (Unespar), transformando-se num dos "campi universitários" desta instituição numa reorganização administrativa da Secretária da Ciência, Tecnologia e Ensino Superior do Estado do Paraná.
Em 2010, a escola mudou-se para endereços provisórios, também localizados no Centro da cidade, para que ocorra, no prédio da sede, obras de reformas e preservação, já que o edifício é uma unidade de interesse de preservação pelo patrimônio histórico municipal. Em 2019, o antigo Centro de Convenções de Curitiba foi cedido para a Embap para integrar nova sede, com o prédio sendo rebatizado para Espaço Liberdade pelo governo estadual. O novo ambiente já é utilizado para algumas disciplinas, e a sede provisória da rua Fernando Torres foi fechada e desocupada. O Prédio do Espaço Liberdade foi rebatizado de "Sede Barão" em 2022, quando da mudança de parte da estrutura da Escola que ficava na sede da Rua Comendador Macedo para o Edifício João Prosdócimo ao final de 2022, rebatizado também para "Sede Tiradentes". Em 2023 o Campus de Curitiba I - Embap - Unespar, como agora é denominada a Escola de Música e Belas Artes do Paraná, está dividida em dois locais; a Sede Barão, na Rua Barão do Rio Branco, 370 e a Sede Tiradentes, na Rua Saldanha Marinho, 131; ambas no centro de Curitiba, Paraná.